# Carnivalia
Carnivalia je čtvrté album americko-řecko-arménské rockové skupiny Viza. Album vyšlo 10. prosince 2011.

## Seznam skladeb
| Pořadí         | Název                     | Délka |
| -------------- | ------------------------- | ----- |
| 1.             | Carnivalia                | 3:00  |
| 2.             | A Magic Ladder            | 3:45  |
| 3.             | Viktor’s Sister           | 3:04  |
| 4.             | Hourglass                 | 2:48  |
| 5.             | Illumination              | 1:17  |
| 6.             | Shall We Reign Dance?     | 3:11  |
| 7.             | Everybody Wants Money!    | 3:21  |
| 8.             | Sparring                  | 3:26  |
| 9.             | Things Are Awkward        | 3:17  |
| 10.            | Tricky Tricky             | 3:07  |
| 11.            | Poor Pete                 | 3:16  |
| 12.            | Meet Me At The Troubadour | 2:52  |
| Celková délka: | Celková délka:            | 36:31 |